# 希優頓
希優頓（Théoden）是英國作家托爾金奇幻小說《魔戒》裡的虛構角色，他在《魔戒二部曲：雙城奇謀》裡首度登場，並在《魔戒三部曲：王者再臨》裡成為要角。

## 早年生涯
希優頓是洛汗國王塞哲爾（Thengel）及莫玟·銀光所生的獨子，他有四名親姐妹，他與當中最年幼的希優德溫（Théodwyn）最為要好。
第三紀元2948年希優頓於剛鐸出生，在塞格爾登基為洛汗國王之前，他們一家一直居住在剛鐸，因此希優頓較精通辛達林語和通用語，後來才從他的子民身上學會洛汗語。
父親塞哲爾在第三紀元2980年駕崩，希優頓繼位，與希優德溫一起生活在伊多拉斯（Edoras），他娶了愛西德（Elfhild）為妻，愛西德在生下希優德後去世，希優德溫及她的丈夫伊歐蒙德（Éomund）亦相繼去世。希優頓代為撫養伊歐墨及伊歐玟。
在他的統治初期，希優頓是一位有能的君王。他的權威甚強、果斷及具有領袖魅力。他與其他洛汗的男子一樣，是一位嫻熟的騎士。
希優頓取代了去世的塞哲爾，成為驃騎王，可以征召伊多拉斯的部隊，他的兒子和外甥都是驃騎第二及第三元帥。希優頓的佩劍名為西魯格因。

## 魔戒聖戰的角色
魔戒聖戰時期，希優頓登位已三十年，他開始顯得衰老。這時希優頓逐漸被葛力馬·巧言誤導，葛力馬暗中為墮落巫師薩魯曼效力，薩魯曼透過葛力馬這「毒藥」來弱化洛汗。
魔戒聖戰爆發的前一年，希優頓下放權力，葛力馬的影響力更見強大，洛汗再次被半獸人及登蘭德人威脅，他們都效命於薩魯曼。
希優德在艾辛河渡口之役戰死，伊歐墨成為洛汗的繼承人，伊歐墨與葛力馬不和，伊歐墨還被葛力馬逮捕。
甘道夫及亞拉岡來到洛汗，晉見希優頓，希優頓起初拒絕甘道夫所提出的建議，不願意對抗薩魯曼。甘道夫讓希優頓看清葛力馬的真面目，希優頓恢復了睿智。他釋放了侄子伊歐墨，重新拿起赫茹格里姆，親自領兵參與聖盔谷之戰，自此後，他被稱為重生希優頓（Théoden Ednew），因為他擺脫了薩魯曼及葛力馬的支配。
後來，希優頓實踐伊歐誓言，率軍援助剛鐸，遂爆發帕蘭諾平原戰役。是役，希優頓遭遇哈拉德威治的騎兵，他殺死了他們的首領及掌旗官，並單挑安格馬巫王，他被座騎雪鬃壓著，受到致命的傷害。伊歐玟及梅里為希優頓報了仇，兩人暗中隨隊作戰，梅里雖然被希優頓召進軍中，但希優頓卻不容許他參戰。希優頓在臨別前向梅里告別，並授意伊歐墨成為新國王。
希優頓的遺體安放在米那斯提力斯，索倫敗亡後才葬在洛汗。

## 其他版本
在其中一個早期的版本裡，希優頓有一個女兒叫伊荻絲（Idis），但最終被刪去。

## 命名
他的姓名取自古英語的þēoden，與古北歐語（Old Norse）的þjóðann同源，意思是「人民的首領」。
在托爾金小說裡，希優頓是譯自洛汗語Tûrac。

## 改編描述
1978年，雷夫·巴克西的動畫《魔戒》裡的希優頓由菲利普·斯通配音。
英國廣播公司電台劇《魔戒》裡，希優頓之死由歌謠敍述出來，希優頓由傑克·梅配音。

在電影《魔戒》裡，被施法迷惑的希優頓(右)被葛力馬誤導。

彼得·傑克遜執導的電影《魔戒》裡，希優頓由伯納·希爾飾演。電影裡希優頓是被薩魯曼施法導致失去部分意識，而不是被葛力馬誤導。甘道夫治癒了他，使他回復到真實的年齡。希優頓擺脫了薩魯曼和葛力馬的控制後，他意圖處死葛力馬，但被亞拉岡阻止，葛力馬便逃離伊多拉斯回到薩魯曼身邊。此外，希優頓是為了保護人民才去聖盔谷，不是單純為了抵抗薩魯曼，在原作小說中死守聖盔谷等待援軍則是甘道夫的提議。在電影《魔戒三部曲：王者再臨》，製片人沒有說明伊歐誓言的存在，故希優頓起初拒絕應援剛鐸。希優頓在死前還留意到伊歐玟存在，但在小說裡，他至死也不知道伊歐玟在戰場上。

## 外部連結
- 希優頓 中土百科全書

| 先前 塞哲爾 | 洛汗國王 | 其後 伊歐墨 |